# Jochem Dobber
Jochem Dobber (8 luglio 1997) è un velocista olandese.

## Biografia
Nel 2013 si classificò terzo al festival olimpico della gioventù europea di Utrecht. Nel 2019 fece parte della squadra olandese della staffetta 4×400 metri alle World Relays di Yokohama che concluse la gara al quinto posto nella seconda finale con il tempo di 3'05"15.
Nel 2021 ha preso parte ai campionati europei indoor di Toruń posizionandosi quinto nei 400 metri piani e conquistando la medaglia d'oro nella staffetta 4×400 metri.

## Progressione

### 60 metri piani indoor
| Stagione | Tempo | Luogo     | Data      | Rank. Mond. |
| -------- | ----- | --------- | --------- | ----------- |
| 2019/20  | 7"08  | Apeldoorn | 1-2-2020  | 3739º       |
| 2015/16  | 7"20  | Apeldoorn | 20-2-2016 | –           |
| 2014/15  | 7"15  | Apeldoorn | 28-2-2015 | –           |
| 2013/14  | 7"23  | Apeldoorn | 8-2-2014  | –           |
| 2012/13  | 7"33  | Apeldoorn | 23-2-2013 | –           |

### 100 metri piani
| Stagione | Tempo | Luogo     | Data      | Rank. Mond. |
| -------- | ----- | --------- | --------- | ----------- |
| 2019     | 11"06 | Utrecht   | 21-1-2019 | –           |
| 2015     | 11"22 | Breda     | 27-6-2015 | –           |
| 2014     | 11"38 | Amsterdam | 5-7-2014  | –           |
| 2013     | 11"38 | Eindhoven | 29-6-2013 | –           |

### 200 metri piani
| Stagione | Tempo | Luogo     | Data      | Rank. Mond. |
| -------- | ----- | --------- | --------- | ----------- |
| 2020     | 21"42 | Leida     | 19-9-2020 | 575º        |
| 2015     | 21"95 | Breda     | 28-6-2015 | 3176º       |
| 2014     | 22"14 | Amsterdam | 6-7-2014  | 4194º       |
| 2013     | 22"35 | Utrecht   | 17-7-2013 | 5501º       |

### 200 metri piani indoor
| Stagione | Tempo | Luogo     | Data      | Rank. Mond. |
| -------- | ----- | --------- | --------- | ----------- |
| 2020/21  | 21"59 | Vienna    | 30-1-2021 | 265º        |
| 2015/16  | 21"90 | Apeldoorn | 21-2-2016 | 695º        |
| 2014/15  | 21"94 | Apeldoorn | 1-3-2015  | 689º        |
| 2012/13  | 22"83 | Apeldoorn | 24-2-2013 | –           |

### 400 metri piani
| Stagione | Tempo | Luogo          | Data      | Rank. Mond. |
| -------- | ----- | -------------- | --------- | ----------- |
| 2020     | 45"64 | Roma           | 17-9-2020 | 18º         |
| 2019     | 47"14 | Lovanio        | 17-8-2019 | 703º        |
| 2018     | 46"45 | Heusden-Zolder | 21-7-2018 | 297º        |
| 2017     | 46"92 | Utrecht        | 16-7-2017 | 499º        |
| 2016     | 46"67 | Breda          | 3-7-2016  | 376º        |

### 400 metri piani indoor
| Stagione | Tempo | Luogo     | Data      | Rank. Mond. |
| -------- | ----- | --------- | --------- | ----------- |
| 2020/21  | 46"51 | Apeldoorn | 21-2-2021 | 40º         |
| 2019/20  | 46"85 | Apeldoorn | 23-2-2020 | 68º         |
| 2018/19  | 47"31 | Apeldoorn | 17-2-2019 | 150º        |
| 2016/17  | 48"47 | Apeldoorn | 28-1-2017 | 496º        |
| 2015/16  | 49"71 | Apeldoorn | 30-1-2016 | 1464º       |

## Palmarès
| Anno | Manifestazione  | Sede      | Evento        | Risultato  | Prestazione | Note                                     |
| ---- | --------------- | --------- | ------------- | ---------- | ----------- | ---------------------------------------- |
| 2016 | Mondiali U20    | Bydgoszcz | 400 m piani   | Semifinale | 47"22       |                                          |
| 2019 | World Relays    | Yokohama  | 4×400 m       | Finale 2   | 3'05"15     |                                          |
| 2021 | Europei indoor  | Toruń     | 400 m piani   | 5º         | 46"82       |                                          |
| 2021 | Europei indoor  | Toruń     | 4×400 m       | Oro        | 3'06"06     |                                          |
| 2021 | World Relays    | Chorzów   | 4×400 m       | Oro        | 3'03"45     |                                          |
| 2021 | Giochi olimpici | Tokyo     | 400 m piani   | Semifinale | 45"48       |                                          |
| 2021 | Giochi olimpici | Tokyo     | 4×400 m       | Argento    | 2'57"18     | [ 1 ]                                    |
| 2021 | Giochi olimpici | Tokyo     | 4×400 m mista | 4º         | 3'10"36     |                                          |
| 2022 | Mondiali indoor | Belgrado  | 4×400 m       | Bronzo     | 3'06"90     | [ 1 ]                                    |
| 2022 | Europei         | Monaco    | 400 m piani   | Batteria   | 46"36       | Miglior prestazione personale stagionale |
| 2022 | Europei         | Monaco    | 4×400 m       | 5º         | 3'01"34     |                                          |

## Campionati nazionali
- 1 volta campionessa olandese assoluta dei 400 m piani (2020)
- 1 volta campionessa olandese under 20 dei 400 m piani (2016)
- 1 volta campionessa olandese under 20 indoor dei 200 m piani (2016)

2013
- 8º ai campionati olandesi under 18 indoor, 60 m piani - 7"48
- Argento ai campionati olandesi under 18 indoor, 200 m piani - 22"83
- In semifinale ai campionati olandesi under 18, 100 m piani - 11"44
- Argento ai campionati olandesi under 18, 200 m piani - 22"47

2014
- 4º ai campionati olandesi under 18 indoor, 60 m piani - 7"24
- 5º ai campionati olandesi under 18, 100 m piani - 11"38
- Bronzo ai campionati olandesi under 18, 200 m piani - 22"14

2015
- 4º ai campionati olandesi under 18 indoor, 60 m piani - 7"17
- Argento ai campionati under 18 indoor, 200 m piani - 21"94
- 7º ai campionati olandesi under 18, 100 m piani - 11"37
- 5º ai campionati olandesi under 18, 200 m piani - 22"04

2016
- In semifinale ai campionati olandesi under 20 indoor, 60 m piani - 7"21
- Oro ai campionati olandesi under 20 indoor, 200 m piani - 21"90
- Oro ai campionati olandesi under 20, 400 m piani - 46"67

2017
- 4º ai campionati olandesi assoluti, 400 m piani - 46"92

2018
- Argento ai campionati olandesi assoluti, 400 m piani - 47"23

2019
- Bronzo ai campionati olandesi assoluti indoor, 400 m piani - 47"31
- 4º ai campionati olandesi assoluti, 400 m piani - 47"68

2020
- Argento ai campionati olandesi under 20 indoor, 400 m piani - 47"07
- Bronzo ai campionati olandesi assoluti indoor, 400 m piani - 46"85
- Oro ai campionati olandesi assoluti, 400 m piani - 46"59

2021
- Bronzo ai campionati olandesi assoluti indoor, 400 m piani - 46"51

## Altre competizioni internazionali
2013
- 7º al Festival olimpico della gioventù europea ( Utrecht), 200 m piani - 22"40
- Bronzo al Festival olimpico della gioventù europea ( Utrecht), 4×100 m - 42"67

2020
- Bronzo al Bauhaus-Galan ( Stoccolma), 400 m piani - 46"23
- 4º al Golden Gala Pietro Mennea ( Roma), 400 m piani - 45"64